# 이브의 세 얼굴
《이브의 세 얼굴》(영어: The Three Faces of Eve)은 1957년 개봉한 미국의 미스터리 드라마 영화이다. 누널리 존슨이 감독과 각본을 맡았다. 배우 조앤 우드워드가 해리성 정체성 장애를 앓고 있는 인물인 "이브" 역을 맡아 연기했으며, 이 역으로 제30회 아카데미 여우주연상을 수상했다.

## 출연

### 주연
- 조앤 우드워드
- 데이비드 웨인

### 조연
- 리J.콥
- 에드윈 제롬
- 낸시 컬프
- 더글러스 스펜서
- 켄 스콧
- 미미 깁슨
- 앨리스테어 쿠크

## 기타
- 의상: 레니